# Maria Schneider (actriță)

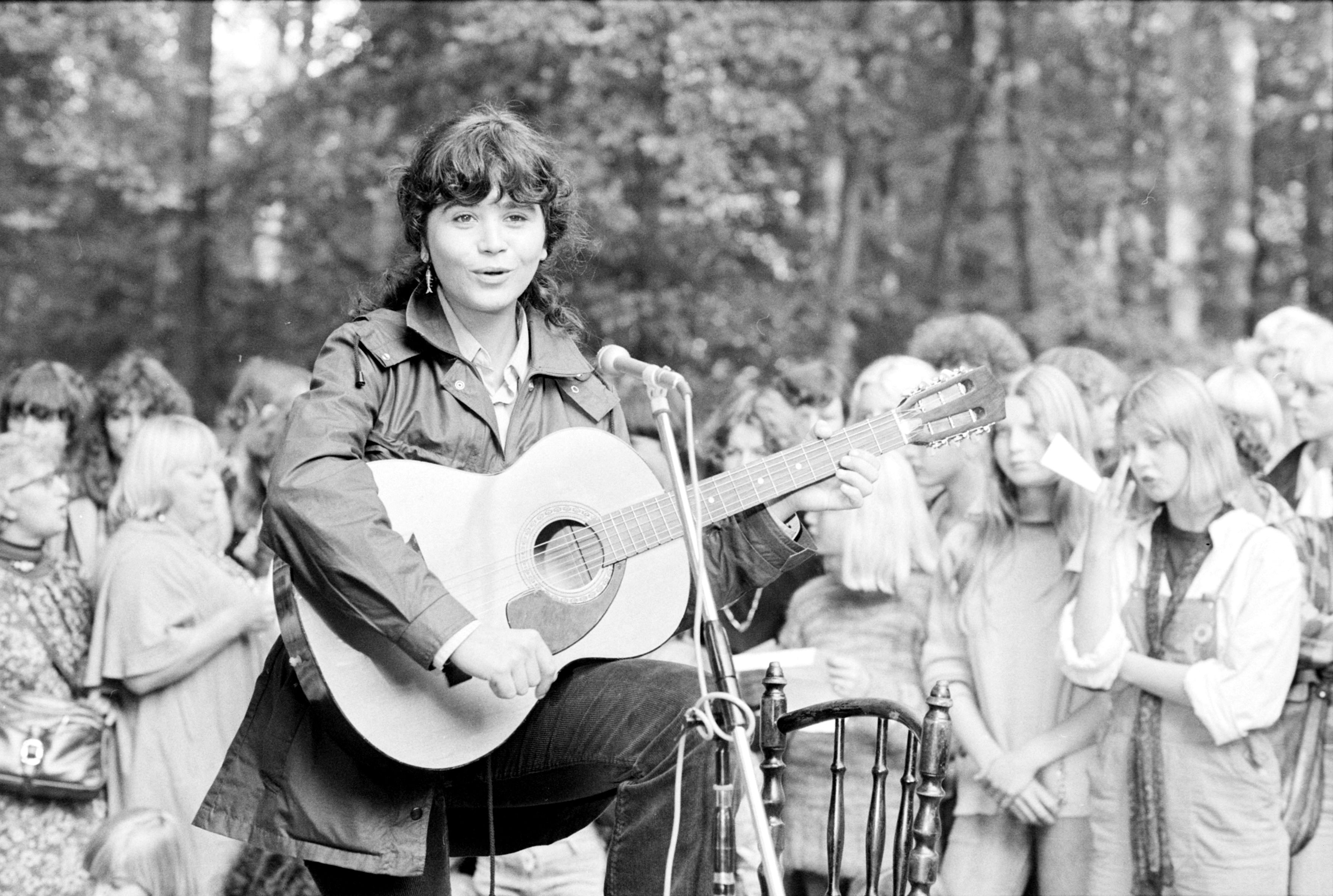
Scenă din filmul Une femme comme Eva (1979)

Maria Schneider (n. 27 martie 1952, Paris, Île-de-France, Franța – d. 3 februarie 2011, Paris, Île-de-France, Franța) a fost o actriță franceză. Printre cele mai cunoscute filme ale sale se numără  Fata bătrână (1972), Ultimul tango la Paris, și Sezon de pace la Paris (1981).

## Biografie
Maria Schneider a fost fiica fotomodelului și librăresei franceze de origine română Marie Christine Schneider și a actorului de film Daniel Gélin. Fiind crescută singură de mama ei până la vârsta de 15 ani, Maria a întrerupt școala a plecat la Paris. Aici a avut la sfârșitul anilor 1960 primele apariții în teatru și film când o cunoaște pe actrița de succes Brigitte Bardot, care a luat-o sub aripa ei și a ajutat-o să obțină un mic rol în filmul de comedie Femeile (1969). În anii imediat următori primește alte roluri
de mai mică importanță. A apărut alături de Bourvil, Virna Lisi și William Holden în filmul Pomul de Crăciun (1969), regizat de Terence Young. În aceeași perioadă a jucat alături de Mireille Darc și Alain Delon în filmul Madly. 
A devenit celebră în întreaga lume având doar 19 ani, prin filmul Ultimul tango la Paris de Bernardo Bertolucci, în care a jucat rolul principal alături de Marlon Brando. Rolul foarte revelator a devenit apoi mai mult o problemă pentru viitoarea ei carieră de actriță, deoarece inițial i s-au oferit doar roluri similare. Potrivit unei recunoașteri a regizorului în 2016, Schneider a fost forțată să participe la mult discutata scenă de viol cu Brando. Schneider a spus în 2007 că „s-a simțit violată” în această scenă. Când a fost întrebată dacă a existat vreun sex real în timpul filmărilor, Schneider a spus: „Nu, în nici un caz.” A fost plătită cu 2.500 de dolari pentru rolul ei, o fracțiune din onorariul lui Marlon Brando de 250.000 de dolari plus 10 la sută din profitul încasat.
I-a fost greu să facă față faimei bruște și consecințelor acesteia (i se atribuiau scandaluri și s-a pus la îndoială că Gélin era tatăl ei).
Ea și-a apreciat rolul din lungmetrajul Pasagerul (1975), în care îl însoțește pe reporterul interpretat de Jack Nicholson pe ultimul său drum spre moarte. În 1976, ea a părăsit filmările filmului lui Bernardo Bertolucci 1900 renunțând complet la proiect. A părăsit, de asemenea, filmările peliculei Caligula în același an. Din cauza problemelor cu alcool și droguri, a trebuit să facă tratament psihiatric. În 1989, a revenit la film.
Maria Schneider a decedat pe 3 februarie 2011, la vârsta de 58 de ani, la centrul Maison médicale Jeanne-Garnier (Paris 15e), în urma unui cancer generalizat. Brigitte Bardot i-a adus un omagiu într-un text citit de Alain Delon, în cadrul unei ceremonii la biserica Saint-Roch din Paris. Incinerată la crematoriul cimitirului Père-Lachaise, cenușa a fost împrăștiată în fața Rocher de la Vierge din Biarritz.

## Filmografie selectivă
- 1969 Femeile (Les femmes), regia Jean Aurel : figurație
- 1969 Pomul de Crăciun (L'Arbre de Noël), regia Terence Young : figurație
- 1970 Madly de Roger Kahane : tânăra cumpărătoare
- 1970 Les Jambes en l'air de Jean Dewever : Sarah Grandblaise
- 1972 Le Sang de Jean-Daniel Pollet : figurație
- 1972 Hellé de Roger Vadim : Nicole
- 1972 Fata bătrână (La Vieille Fille), regia Jean-Pierre Blanc : Mome
- 1972 What a Flash! de Jean-Michel Barjol : o participantă
- 1972 Ultimul tango la Paris (Ultimo tango a Parigi) de Bernardo Bertolucci : Jeanne
- 1973 Chers Parents (Cari genitori), regia Enrico Maria Salerno : Antonia
- 1975 Pasagerul (Professione: reporter) de Michelangelo Antonioni : fata
- 1975 La Baby-Sitter de René Clément : Michèle
- 1977 Violanta de Daniel Schmid : Laura
- 1978 Io sono mia, regia Sofia Scandurra : Suna
- 1978 Voyage au jardin des morts de Philippe Garrel (scurtmetraj) : Hypolyte
- 1979 La Dérobade de Daniel Duval : Maloup
- 1979 Une femme comme Eva de Nouchka van Brakel : Liliane
- 1980 Weisse Reise de Werner Schroeter : una dintre fete
- 1980 Haine de Dominique Goult : Madeleine
- 1980 Mama Dracula de Boris Szulzinger : Nancy Hawaii
- 1981 Sezon de pace la Paris (Sezona mira u Parizu), regia Predrag Golubović
- 1982 Balles perdues de Jean-Louis Comolli : Véra
- 1982 Călușeii (Merry-Go-Round), regia Jacques Rivette : Léo
- 1982 L'Imposteur (Cercasi Gesù) de Luigi Comencini : Francesca
- 1987 Résidence surveillée de Frédéric Compain : Céline Fontaine
- 1989 Bunker Palace Hôtel de Enki Bilal : Muriel
- 1991 Écrans de sable de Randa Chahal Sabbag : Sarah
- 1992 Au pays des Juliets de Mehdi Charef : Raissa
- 1992 Les Nuits fauves de Cyril Collard : Noria
- 1996 Jane Eyre de Franco Zeffirelli : Bertha
- 2000 Actorii (Les Acteurs), regia Bertrand Blier : ea însuși
- 2002 La Repentie de Laetitia Masson : sora lui Charlotte
- 2006 La Vie d'artiste de Marc Fitoussi : soția lui Joseph Costals
- 2007 La Clef de Guillaume Nicloux : Solange
- 2009 Cliente de Josiane Balasko : o clientă